# Kanu Sanyal

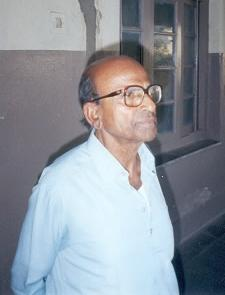

Kanu Sanyal (1929 - 23 de março de 2010) foi um político comunista indiano. Em 1967, ele foi um dos principais líderes de uma revolta em Naxalbari.